# Rıza Çalımbay
Rıza Çalımbay (Sivas, 2 februari 1963) is een Turks voetbaltrainer en voormalig voetballer.

## Erelijst

### Voetballercarrière
| Competitie     |          |                                                      |
| Competitie     | Aantal   | Jaren                                                |
| Beşiktaş       | Beşiktaş | Beşiktaş                                             |
| -------------- | -------- | ---------------------------------------------------- |
| Süper Lig      | 6x       | 1981/82, 1985/86, 1989/90, 1990/91, 1991/92, 1994/95 |
| Türkiye Kupası | 4x       | 1985/86, 1889/90, 1991/92, 1993/94                   |
| Süper Kupa     | 3x       | 1989, 1990, 1994                                     |

### Trainerscarrière
| Competitie     |           |           |
| Competitie     | Aantal    | Jaren     |
| Sivasspor      | Sivasspor | Sivasspor |
| -------------- | --------- | --------- |
| Türkiye Kupası | 1x        | 2021/22   |

## Internationale goals
| # | Datum            | Plaats            | Tegenstander | Score | Eindresultaat | Competitie           |
| - | ---------------- | ----------------- | ------------ | ----- | ------------- | -------------------- |
| 1 | 13 november 1991 | Istanbul, Turkije | Ierland      | 1-1   | 1-3           | EK 1992 kwalificatie |